# Olivia Pascal
Olivia Pascal, pseudonimo di Olivia Gerlitzki (Monaco di Baviera, 26 maggio 1957), è un'attrice tedesca.
Tra le attrici tedesche più popolari, la sua fama è legata alle interpretazioni in alcuni film erotici della fine degli anni settanta e in serie televisive quali Irgendwie und sowieso, La clinica della Foresta Nera e Soko 5113.

## Biografia
Olivia Gerlitzki, in seguito nota con il nome d'arte di Olivia Pascal, nasce a Monaco di Baviera, nell'allora Germania Ovest, il 26 maggio 1957.
Lavora come aiuto-medico e impiegata part-time alla Lisa Film. Qui viene notata nel 1976 dal produttore cinematografico Carl Spiehs. Debutta quindi sul grande schermo tra il 1976 e il 1977, interpretando ruoli da protagonista in film erotici quali La porno villeggiante (Griechische Feigen) , diretto da Sigi Rothemund e Vanessa, diretto da Hubert Franck.
Dal 1981 al 1984 conduce il programma musicale dell'emittente televisiva ARD Bananas.
In seguito, dal 1987 al 1989 interpreta il ruolo di Carola nella serie televisiva La clinica della Foresta Nera (Schwarzwaldklinik).
Nel frattempo, nel 1988 entra nel cast principale della serie televisiva poliziesca Soko 5113, dove fino al 2008 interpreterà il ruolo del commissario Lizzy Berger. Inoltre, dal 1994 al 1997 interpreta il ruolo della Dott.ssa Beate Chevalier nella serie televisiva Amici per la pelle (Freunde fürs Leben).
Nel 1999, sposa il modello Peter Kanitz. Dal 1999 al 2002, è quindi in scena a Monaco di Baviera.

## Filmografia parziale

### Cinema
- La porno villeggiante (Griechische Feigen), regia di Sigi Rothemund (1977)
- Casanova & Company (Casanova & Co.), regia di Franz Antel (1977)
- Vanessa, regia di Hubert Frank (1977)
- I pornodesideri di Silvia (Sylvia im Reich der Wollust), regia di Franz Josef Gottlieb (1978)
- Arrête ton char... bidasse!, regia di Michel Gérard (1978)
- Interno di un convento (Interieur d'un couvent), regia di Walerian Borowczyk (1978)
- L'ultima isola del piacere (Die Insel der tausend Freuden), regia di Hubert Frank (1978)
- Febbre nelle notti d'estate (Summer Night Fever), regia di Sigi Rothemund (1978)
- Popcorn und Himbeereis, regia di Franz Josef Gottlieb (1978)
- Cola, Candy, Chocolate, regia di Sigi Rotemund (1979)
- Sunshine Reggae a Ibiza isola arraposa (Sunshine Reggae auf Ibiza), regia di Franz Marischka (1983)
- La corona spezzata, regia di Ruben Maria Soriquez (2014)

### Televisione
- Tatort - serie TV, episodi 01x115-01x196 (1980-2015)
- Der Andro-Jäger - serie TV, episodio 02x14 (1984)
- L'ispettore Derrick - serie TV, episodio 11x05 (1984)
- Irgendwie und sowieso - serie TV, 11 episodi (1986)
- La clinica della Foresta Nera (Schwarzwaldklinik) - serie TV, 29 episodi (1987-1989)
- Soko 5113 - serie TV, 83 episodi (1988-2008)
- La nave dei sogni - serie TV, episodi 01x23-01x49 (1993-2005)
- Amici per la pelle - serie TV, 30 episodi (1994-1997)
- Rosamunde Pilcher - Lichterspiele - film TV (1996)
- Solo für Sudmann - serie TV, episodio 01x04 (1997)
- Der Bulle von Tölz - episodio 01x19 (1998)
- Squadra mobile scomparsi - serie TV (1999)
- Das verbotene Zimmer - film TV (1999)
- Café Meineid - serie TV, episodio 08x07 (2000)
- Guardia costiera - serie TV, episodio 04x08 (2001)
- Für alle Fälle Stefanie - serie TV, episodio 06x38 (2001)
- Jenseits des Regenbogens - film TV (2001)
- SOKO Kitzbühel - serie TV, episodio 03x07 (2004)
- Barbara Wood - Lockruf der Vergangenheit - film TV (2004)
- Die Schwarzwaldklinik - Die nächste Generation - film TV (2005)
- Rosamunde Pilcher - Königin der Nacht - film TV (2005)
- Die Rosenheim-Cops - serie TV, episodio 04x05 (2005)
- Il nostro amico Charly - serie TV, episodi 10x05-13x04 (2005-2008)
- Verliebt in Berlin - soap opera, 39 puntate (2005-2007)
- Medicopter 117 - Jedes Leben zählt - serie TV, episodio 07x03 (2006)
- Il commissario Schumann - serie TV, episodio 01x01 (2006)
- Helen, Fred und Ted - film TV (2006)
- Kommissar Süden und der Luftgitarrist - film TV (2008)
- Utta Danella - Der Verlobte meiner besten Freundin - film TV (2009)
- Geschichten aus den Bergen - serie TV, episodio 01x01 (2010)
- Rosamunde Pilcher - Flügel der Liebe - film TV (2010)
- Tödlicher Rausch  - film TV (2011)
- Die Frau aus dem Moor - film TV (2014)

## Programmi televisivi
- Bananas, 29 puntate (1981-1984; conduttrice)

## Discografia

### Singoli
- 1980: Glad All Over/I'm a Tiger

## Premi e nomination
- 1978: Bravo Otto d'argento come miglior attrice
- 1979: Bravo Otto d'oro come miglior attrice
- 1980: Bravo Otto d'argento come miglior attrice